# Dunajka
Dunajka je malý vodní tok v broumovském výběžku.

## Průběh toku
Dunajka nemá vlastní pramen. Vzniká soutokem Hlavňovského a Pěkovského potoka v nevelké nádrži v centrální části obce Bukovice nedaleko Police nad Metují. Dunajka teče přibližně jihozápadním, posléze jižním směrem. Ještě v Bukovici protéká místní částí Benátka. Ta svůj název získala tak, že souvislá řada starých dělnických domků na břehu regulovaného potoka připomínala místním obyvatelům skutečné italské Benátky. Pod Bukovicí protéká Dunajka asi půl kilometru dlouhým údolím se zalesněnými svahy. V něm se nachází vodou z potoka napájené staré koupaliště, které je dnes využíváno rybáři. Na konci údolí potok vtéká do obce Žďár nad Metují. Za obcí následuje asi 1,5 km dlouhé malebné údolí, které Dunajka sdílí s železniční tratí Týniště nad Orlicí - Otovice zastávka. Potok zde meandruje a celkem čtyřikrát pod tratí podtéká. Na konci údolí se z levé strany vlévá do řeky Metuje. Nedaleko od soutoku se nacházejí pozůstatky hradu Vlčince. Celý tok Dunajky se nachází na území chráněné krajinné oblasti Broumovsko. Nemá žádné významné přítoky.